# 王占
王占（1941年—），河北昌黎人。中华人民共和国政治人物。
早年毕业于辽宁师范学院中文系。1985年，任中共辽宁省盘锦市委书记。1988年，任辽阳市委书记。1993年，改任中共内蒙古自治区党委副书记，后兼任自治区人民政府副主席。2001年，任自治区政协主席。